# Нововознесенка (Рубцовский район)
Нововознесенка — поселок в Рубцовском районе Алтайского края. Входит в состав Дальнего сельсовета.

## История
Основан в 1919 г. В 1928 г. совхоз Рубцовский №5 состоял из 6 хозяйств, основное население — русские. В составе Надеждинского сельсовета Рубцовского района Рубцовского округа Сибирского края. В 1960 г. присвоено современное название. В 1931 г. заимка Видно-Племенной состояла из 70 хозяйств, отделение совхоза Овцевод.

## Население
| 1926 | 1931 | 1997 | 1998 | 1999 | 2000 |
| ---- | ---- | ---- | ---- | ---- | ---- |
| 23   | ↗88  | ↗150 | ↗151 | ↘145 | ↘137 |
| 2001 | 2002 | 2003 | 2004 | 2005 | 2006 |
| ↘108 | ↘78  | ↗95  | ↘90  | ↘88  | ↗98  |
| 2007 | 2008 | 2009 | 2010 | 2011 | 2012 |
| ↘86  | →86  | ↘81  | ↘71  | ↗76  | ↗79  |
| 2013 |      |      |      |      |      |
| ↘73  |      |      |      |      |      |